# ダグ・デビット
ダグ・デビット（Doug DeWitt、1961年9月14日 - ）は、アメリカ合衆国の男性プロボクサー。オハイオ州ヤングスタウン出身。元WBO世界ミドル級王者。

## 来歴
1980年3月28日、デビットはプロデビューを果たし4回判定勝ちを収め白星でデビューを飾った。
1981年10月9日、ダニー・マクアーロンと対戦し3回TKO勝ちを収めた。
1982年2月4日、ダニー・ロングと対戦し8回判定勝ちを収めた。
1982年10月20日、6回テディー・マンと対戦しTKO勝ちを収めた。
1984年2月7日、マイク・ティンレイと対戦し12回判定勝ちを収めた。
1986年7月13日、元WBC世界ウェルター級王者ミルトン・マクローリーと対戦し10回0-3(2者が92-97、94-95)の判定負けを喫した。
1986年10月17日、デトロイトで後の世界5階級制覇王者でNABF北米ミドル級王者トーマス・ハーンズと対戦し12回0-3(110-116、110-117、109-118)の判定負けを喫し王座獲得に失敗した。
1987年11月6日、USBA全米ミドル級王者トニー・トーントーンと対戦し12回2-0(124-124、125-123、124-123)の判定勝ちを収め王座獲得に成功した。
1988年11月8日、WBA世界ミドル級王者スンブ・カランベイと対戦し7回1分31秒TKO負けを喫し王座獲得に失敗した。
1989年4月18日、ロビー・シミスとWBO世界ミドル級王座決定戦で対戦し12回2-1(113-115、116-112、115-113)の判定勝ちを収め王座獲得に成功した。
1990年1月15日、元IBF世界スーパーウェルター級王者マシュー・ヒルトンと対戦し11回終了時ヒルトンが棄権した為初防衛に成功した。
1990年4月29日、アトランティックシティのシザース・ホテル・アンド・カジノでナイジェル・ベンと対戦し8回44秒TKO負けを喫し2度目の防衛に失敗し王座から陥落した。
1992年12月5日、トランプ・タージ・マハルで後の世界3階級制覇王者のジェームス・トニーと対戦し6回終了時デビットが棄権した為TKO負けを喫した試合を最後に引退した。

## 獲得タイトル
- USBA全米ミドル級王座
- 初代WBO世界ミドル級王座(防衛1)